# طائر الشوك برتقالي العيون
طائر الشوك برتقالي العيون (الاسم العلمي: Phacellodomus erythrophthalmus)، هو نوع من الطيور يتبع جنس طائر الشوك ضمن فصيلة الفرنارية ضمن رتبة العصفوريات.